# Megaselia fausta
Megaselia fausta är en tvåvingeart som beskrevs av Borgmeier 1969. Megaselia fausta ingår i släktet Megaselia och familjen puckelflugor.
Artens utbredningsområde är Puerto Rico. Inga underarter finns listade i Catalogue of Life.